# Carte

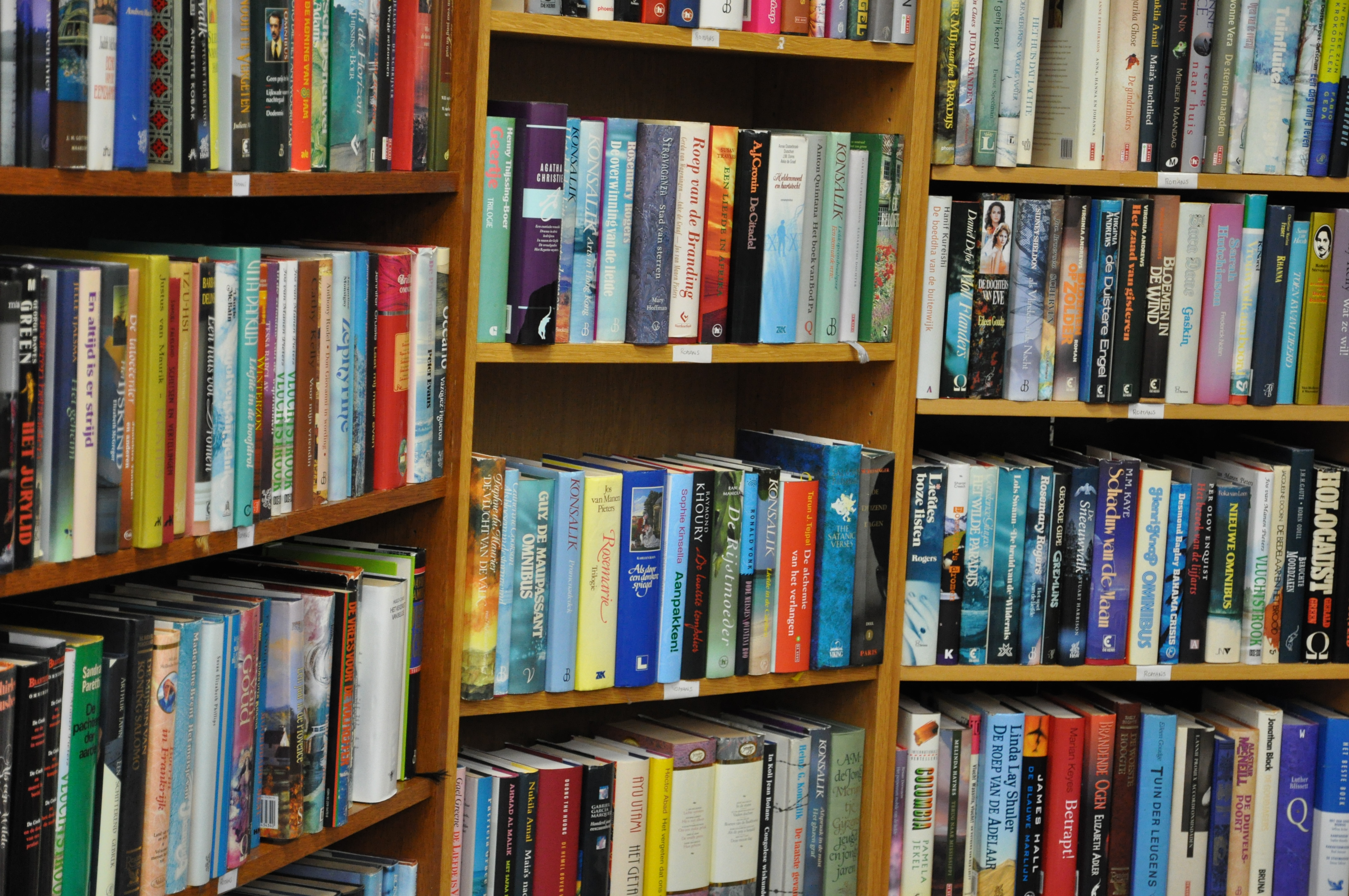
Cărți într-o bibliotecă

O carte este o colecție de hârtii, pergamente sau alte astfel de materiale, în formă de coli sau foi de cele mai multe ori egale între ele și legate sau broșate într-un volum. Cărțile sunt de obicei tipărite (rareori scrise și de mână) și conțin diverse lucrări scrise, pe cea mai mare diversitate de teme. O carte este de asemenea o operă literară sau științifică sau o parte semnificativă dintr-o astfel de operă.

## Apariția cărții
Cea mai veche metodă de a transmite mesaje și povești era prin transmitere orală (viu grai), (tradiție), (zicătoare). Atunci când sistemele de scriere au fost inventate în antichitate, tăblițele de lut și pergamentul erau folosite, de exemplu în biblioteca din Alexandria.
Pergamentele au fost ulterior înlocuite cu codexuri, cărți legate, de forma cărților din ziua de azi. Codexul a fost inventat în primele secole după Hristos sau chiar mai devreme. Se spune că Iulius Cezar a inventat primul codex în timpul războaielor galice, legând pergamentele în stil acordeon și folosea paginile ca puncte de referință.
Înainte de invenția și adoptarea tiparului, toate cărțile erau copiate de mână, de aceea ele erau scumpe și rare. În timpul Evul Mediu|Evului Mediu, doar bisericile, universitățile și nobilii bogați își permiteau cărți, care erau deseori legate cu lanțuri pentru a preveni furtul lor. Primele cărți foloseau pergament sau piele de vițel pentru pagini, dar ulterior s-au înlocuit cu hârtie.
Mai târziu în Evul Mediu, cărțile au început să fie produse cu tipărire cu blocuri, unde o imagine în relief a unei întregi pagini era sculptată în lemn, putând fi adăugată cerneală, reproducând mai multe copii ale acelei pagini. Totuși, crearea unei întregi cărți era un proces care cerea mult efort, având nevoie de acele blocuri de tipar sculptate de mână pentru fiecare pagină.
Cea mai veche carte tipărită este Diamantul Sutra, un text al Perfecțiunea Înțelepciunii|Perfecțiunii Înțelepciunii, găsită în 1907 de arheologul Sir Marc Aurel Stein într-o peșteră lânga Dunhuang, în nord-vestul Chinei, la sfârșit scriind că a fost tipărită la 13 al celei de-a patra luni a celui de-al nouălea an al Xiatong (adică la 11 mai 868), cu 587 ani înainte de Biblia lui Gutenberg.2
Actualmente această carte poate fi văzută la British Library din Londra.
Inventatorul chinez Pi Sheng a creat o presă mobilă din pământ ars aproximativ în anul 1046, dar nu avem exemple tipărite de la el. Caracterele erau puse într-o tavă unde erau aliniate cu ceară caldă, apoi presa cu o scândură până ajungeau toate la același nivel, iar când ceara se răcea folosea tava de litere pentru a tipări pagini întregi.

## Inventarea tiparului
Doar Johann Gutenberg a popularizat presa de tipărit cu litere mobile din metal în secolul XV, astfel cărțile devenind mai accesibile. Aceasta însă a deranjat status quo-ul, ducând la remarci precum „Tiparnița va permite cărțile să ajungă în mâinile celor care nu au nici o treabă să citească”.
În secolele următoare s-au îmbunătățit atât presa de tipărit cât și condițiile de libertate a presei prin relaxări treptate a legilor restrictive. Vezi: proprietate intelectuală, domeniu public, drept de autor.
În mijlocul secolului XIX, hârtia făcută din pulpă (celuloză, lemn) a fost introdusă deoarece era mai ieftină, astfel că s-au putut realiza romane ieftine, manuale școlare și cărți din orice domeniu, ducând la un salt al alfabetizării în națiunile industrializate și a ușurat răspândirea informației în timpul celei de-a doua revoluție industrială.
Totuși această hârtie din pulpă conținea un acid care făcea un fel de foc lent, care ducea la distrugerea hârtiei. Tehnici mai vechi foloseau role din calcar pentru a neutraliza acidul din pulpă. Bibliotecile de azi folosesc deacidifiare în masă pentru colecțiile lor mai vechi. Cărțile tipărite între 1850 și 1950 sunt în risc, cele mai noi fiind tipărite pe hârtie fără acid (alcalină).
Îngrijirea corespunzătoare a cărților ține cont de posibilitatea schimbărilor chimice asupra coperții și textului. Cel mai bine sunt păstrate în lumină redusă, să nu fie sub acțiunea directă a luminii solare, la temperatură joasă și umiditate moderată. Cărțile, în special cele grele, au nevoie de susținerea volumelor din împrejur pentru a se menține forma. Este de dorit de aceea, cărțile să fie grupate după mărime.
A menține o bibliotecă era privilegiul prinților, celor avuți, mănăstirilor și altor instituții religioase și universităților. O dată cu apariția cărților cu coperți de hârtie ieftine de la începutul secolului XX s-a ajuns la o explozie a publicațiilor populare, devenind mai accesibile pentru oameni obișnuiți.

## Fabricarea cărților

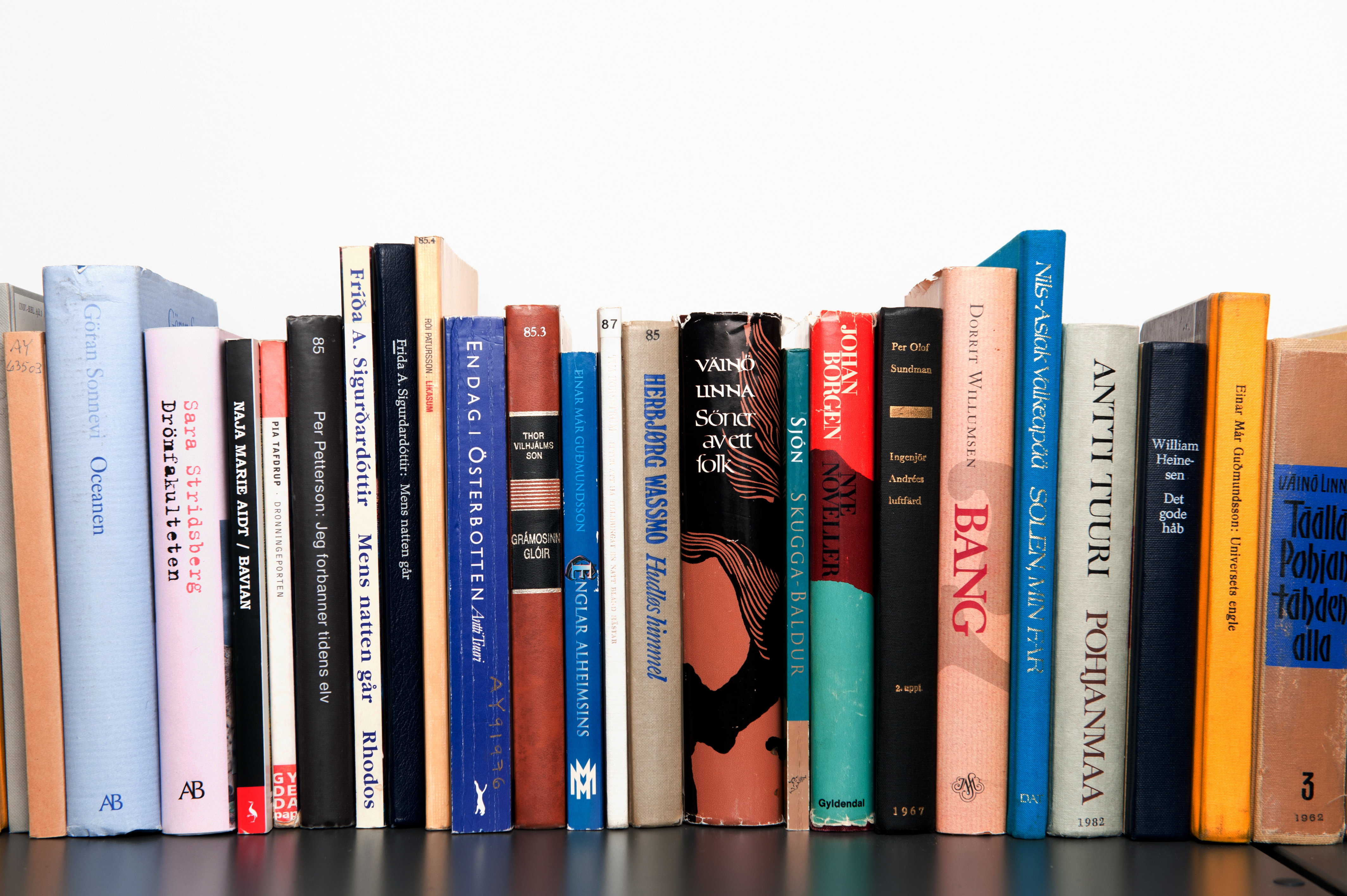
Cotorul cărții este un aspect important în designul cărții, în special în designul copertei. Când cărțile sunt stivuite sau stocate într-un raft, detaliile de pe cotoare sunt singura suprafață vizibilă care conține informațiile despre carte. În magazine, detaliile de pe cotor sunt cele care atrag mai întâi atenția unui cumpărător.

Metodele utilizate pentru tipărirea și legarea de cărți au continuat fundamental neschimbate din secolul al 15-lea până în prezent. Deși mai mecanizată, o tipărire de carte din 1990 are multe în comun cu tipărirea de pe vremea lui Gutenberg.
Invenția lui Gutenberg a constat în utilizarea de matrițe de metal mobile, asamblate în cuvinte, linii și pagini și apoi tipărite de presele de tipar pentru a crea mai multe copii.
Cărțile moderne de hârtie sunt imprimate pe hârtie concepută special pentru cărțile tipărite. În mod tradițional, hârtia cărților este albă sau albicioasă (mai ușor de citit), opacă pentru a maximiza vizibilitatea textului, și  (de obicei) dimensionată la etriere stricte sau grosimi standard, în special pentru cărțile cu copertă cartonată. Diferitele calități de hârtie sunt folosite în funcție de tipul de carte: hârtie cretată, hârtie fără lignină, hârtie fină și hârtie fină specială sunt clasele obișnuite de hârtie.
Astăzi, majoritatea cărților sunt imprimate prin litografie offset. Când o carte este imprimată, paginile sunt prevăzute într-o anumită ordine astfel încât, după ce foaia este tipărită și este pliată, paginile vor fi în ordinea corectă. Cărțile tind să fie fabricate în prezent în câteva dimensiuni standard. Dimensiunile cărților sunt de obicei specificate ca „dimensiuni finisate”: dimensiunea paginii după ce foaia a fost îndoită și finisată. Dimensiunile standard rezultă din dimensiunile foii (prin urmare, dimensiunile mașinii), devenind populare acum 200 sau 300 de ani și ajungând să domine industria. Convențiile britanice în această privință prevalează în întreaga lume vorbitoare de limba engleză, cu excepția SUA. Industria europeană de producție de carte lucrează la un set complet diferit de standarde.

### Procesele actuale
Unele cărți, în special cele cu ediții mai mici (mai puține exemplare) vor fi imprimate pe prese offset cu alimentare de coli, dar cele mai multe cărți sunt acum imprimate pe prese web, care sunt alimentate de o rolă continuă de hârtie, și, prin urmare, au posibilitatea de a imprima mai multe exemplare într-un timp mai scurt. Pe măsură ce linia de producție funcționează, foile unei „cărți” complete sunt colectate împreună într-o singură stivă, alături de o alta, ș.a.m.d.
O presă web pliază singură paginile, oferind pachete de însemne (secțiuni) gata pentru a merge la linia de colectare. Atunci când cartea este tipărită sunt imprimate una sau două însemne la un moment dat, nu pe toată cartea. Sunt tipărite numere în exces pentru a compensa orice defecte datorate setărilor presei sau testărilor paginilor pentru a asigura calitatea finală a imprimării.
O setare a presei sunt lucrările pregătitoare desfășurate de tipografi pentru a obține calitatea cerută. În setare este inclus și timpul necesar pentru a monta placa de pe mașină, a curăța orice mizerie de la locul de muncă anterior, și a ajunge cu presa la viteza de lucru. De îndată ce tipograful decide că imprimarea este corectă, toate foile folosite pentru setare vor fi eliminate, iar presa va începe să tipărească. Setări similate se fac și pentru zonele de pliere și legare, fiecare setare implică un consum de hârtie.
După pliere și colectare, cartea se mută în legătorie. La mijlocul secolului trecut, au existat mai mulți lianți comerciali – companii de legare speciale, care nu tipăreau, fiind specializate doar în legare. La acea vreme, din cauza dominației tipăririi cu zaț, setarea și imprimarea aveau loc într-o singură locație, și obligatoriu într-o altă fabrică. Când imprimarea a juns în întregime metalică, matrița era voluminoasă, fragilă și grea. În aceste condiții, cu cât era mutată mai puțin cu atât starea ei era mai bună: astfel tipărirea a ajuns să fie efectuată în aceeași locație ca și culegerea. Dar foile imprimate, pe de altă parte, erau ușor de mutat. În prezent, din cauza creșterii informatizării în pregătirea unei cărți pentru imprimare, partea de culegere a devenit mai ușoară, fiind efectuată fie prin firme contractante separat care lucrează pentru editor, fie de către editorii înșiși, sau chiar de autori. Fuziunile din industria prelucrătoare a cărților au făcut ca în prezent să fie foarte greu de găsit o legătorie care nu este și implicată în tipărirea cărților (și invers).
În cazul în care cartea este cu copertă cartonată, activitatea de legătorie va implica mai multe activități decât în cazul în care aceasta ar fi o copertă simplă.
Legarea fără cusătură este acum tot mai frecventă. Însemnele unei cărți se pot realiza prin „Cusătura Smyth” folosind ace, „Cusătura McCain” folosind găuri de obicei în legarea manualelor școlare, sau „legarea prin incizie”, în cazul în care taieturi de aproximativ  25,4 mm lungime sunt efectuate la intervale egale. Restul procesului de legare este similar în toate cazurile. Legarea prin cusare și pncizie a cărților poate fi făcută pentru coperți atît cartonate cât și simple.

### Finisarea

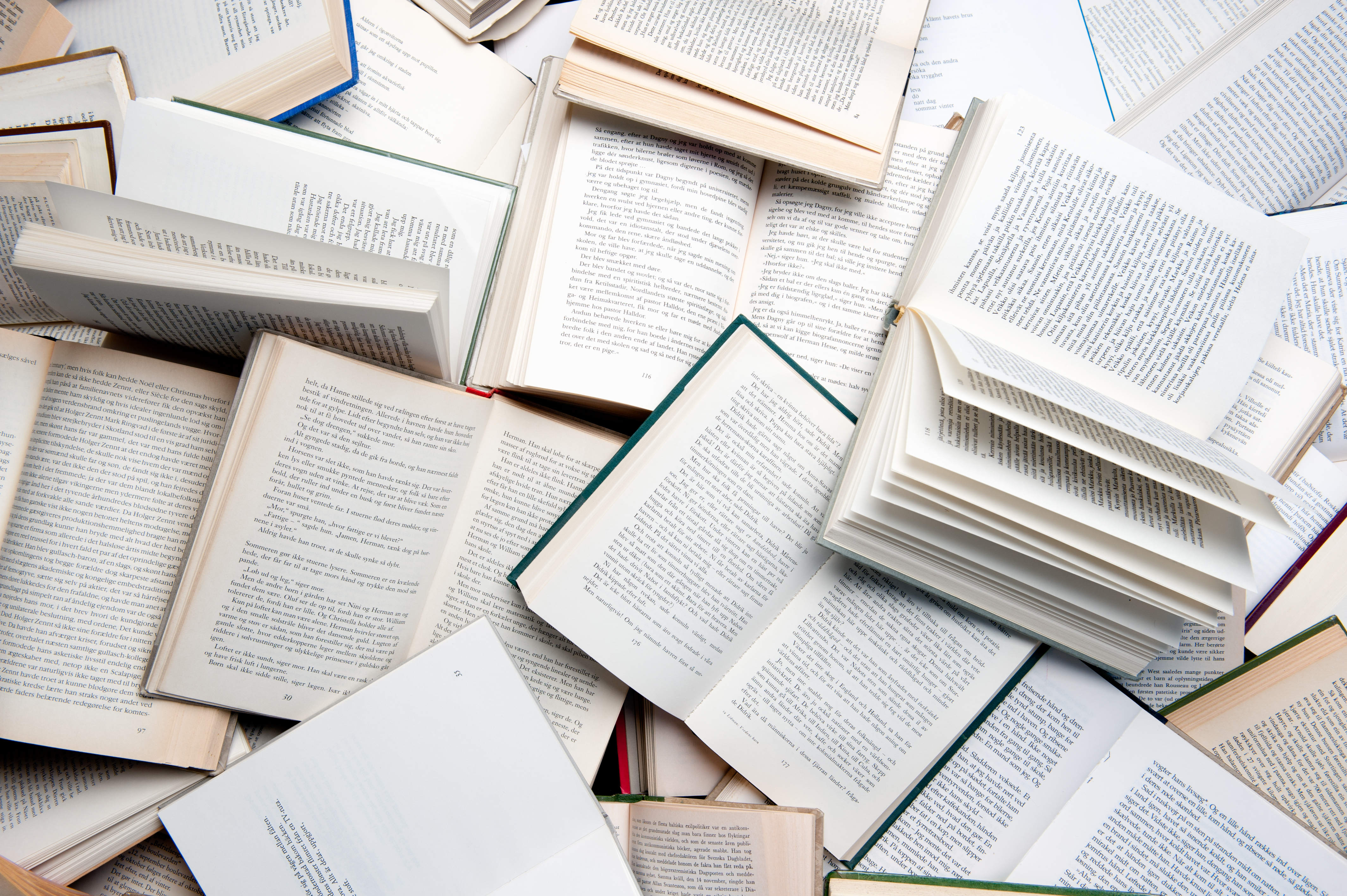
Pagini de cărți

„Copertarea” se realizează off-line și înainte de sosirea cărții de la linia de legare. În cazul copertărilor cele mai simple, două bucăți de carton sunt așezate pe o bucată de pânză cu lipici pe ea, cu un spațiu între ele în care este lipit un carton mai îngust tăiat la lățimea grosimii cărții. Marginile suprapuse ale pânzei (aproximativ 5/8″ de jur împrejur) sunt pliate pe cartoane, și apăsate pentru a adera. După crearea coperților, acestea vor merge în zona de placare pentru adăugarea de decorațiuni și tipărire.

## Forme noi de carte
În secolul al XX-lea bibliotecile au făcut față unei rate de publicări din ce în ce mai mari, acest efect făcând parte din explozia informațională. Inventarea Internetului și a publicării electronice (v. Tehnoredactare computerizată) a făcut ca multe din informațiile noi să nu mai fie tipărite în cărți, ci puse la dispoziție de exemplu online, printr-o bibliotecă digitală virtuală, pe CD-ROM sau în formă de cărți electronice, virtuale (engleză: e-books). Aceasta a mărit gradul de complexitate pentru edituri și biblioteci, în timp ce totuși publicațiile pe hârtie tradiționale nu și-au redus nici ele volumul.
Au apărut însă și alte dezvoltări în procesul publicării cărților. De exemplu, de tehnologia „tipărire la cerere” (engleză: book on demand) pot profita autorii mai puțin cunoscuți, care cu ajutorul ei pot să-și ofere opera mai repede și într-un tiraj inițial imprevizibil, la costuri acceptabile.
Industria de carte din Occident are, de ani buni, o ramură destul de puțin cunoscută chiar și pentru scriitorii din Vest.
Este vorba despre „packagers”, o nișă între editori și scriitori, un fel de fabricanți de volume care livrează cărți gata făcute și angajează autori la normă.
Producătorii de cărți, cunoscuți și ca packagers (n.r. - cei care împachetează), sunt la fel ca producătorii din film și televiziune: în loc de show-uri, produc cărți pentru edituri, corporații, organizații nonprofit și altele.

## Digitalizarea cărților

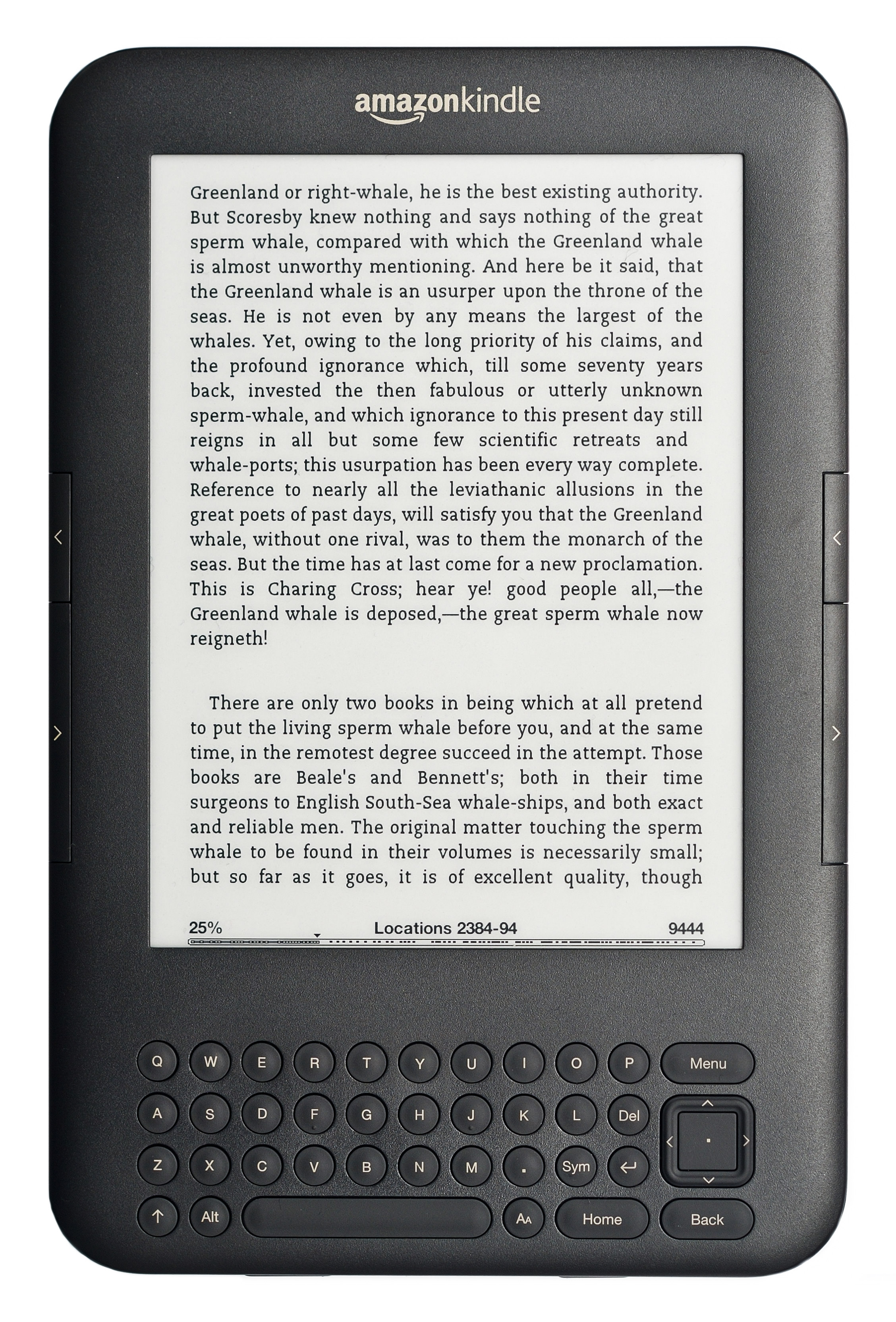
Ecranul unui cititor Amazon Kindle de cărți electronice.

În secolul 20, bibliotecile s-au confruntat cu o rată tot mai mare de publicare, numită uneori explozia informației. Apariția publicațiilor electronice și a internetului au adus multe informații noi, netipărite în cărți pe hârtie, dar puse la dispoziție online prin intermediul unor biblioteci digitale, pe CD-ROM, sau sub forma de cărți electronice. O carte online este o carte electronică disponibilă online prin intermediul internetului.
Deși multe cărți sunt produse în format digital, cele mai multe versiuni digitale nu sunt disponibile pentru public, și nu există o scădere a ratei de publicare pe hârtie. Este un efort, totuși, convertirea cărților din domeniul public într-un mediu digital, pentru redistribuirea nelimitată și disponibilitate infinită. Acest efort este condus printre alții de Proiectul Gutenberg împreună cu Distributed Proofreaders.
Au existat, de asemenea, noile evoluții în procesul de editarea de cărți. Tehnologii, cum ar fi POD sau „imprimare la cerere”, care fac posibilă imprimarea de carte atât cât este nevoie la un moment dat, au făcut auto-publicarea mult mai ușoară și mai accesibilă. Publicarea la cerere a permis editorilor să evite costuri mari de depozitare, pentru a păstra cărțile nevândute.

## Vânzări
În primul secol de existență a imprimeriilor, adică între 1450 și 1550, s-au tipărit 35.000 de titluri.
În anul 1913, doar în Germania apăreau 35.078 de cărți, iar în Japonia 44.566.
După război, mai exact în 1931, își anunța supremația Rusia cu 38.405 titluri și venea tare din urmă India, cu 16.000.
Statele Unite se situau undeva pe la mijlocul plutonului, cu 12.230 în 1913 și 10.607 în 1931.
Anglia - 14.688 de volume, iar Franța - 9.822.
În a doua jumătate a secolului XX s-au tipărit în lume 36 de milioane de titluri.
În anul 2010 se publicau anual un milion de cărți, ceea ce înseamnă că la fiecare 35 de secunde apare o nouă carte.
Cea mai vândută operă literară din lume este Micul prinț, un roman al scriitorului francez Antoine de Saint-Exupéry, apărut în 1943.
De-a lungul a 70 de ani, „Micul Prinț” a fost tradusă în mai mult de 270 de limbi și dialecte, în peste 145 de milioane de exemplare, din care 12 milioane în Franța.
Cea mai scumpă carte din lume a fost vândută în 2010 pentru suma de 10 milioane de dolari.
Este vorba de o copie a cărții „Birds of America” („Păsările din America”), publicată în 1820 și scrisă de naturalistul și pictorul american John James Audubon (1785-1851).

### În România
În România, piața de carte a fost de peste 50 de milioane de euro în 2007 conform unei estimări
sau de 100 de milioane de euro conform altei estimări.
În anul 2012, piața de carte era evaluată la circa 60 de milioane de euro.
Cifra nu include vânzările de manuale și pe cele de la chioșcurile de ziare, care reprezentau de asemenea o piață de circa 60 milioane de euro.
Vânzările de carte online reprezentau circa 8-10 % din piața locală de carte.
Astfel, românii au cumpărat de pe internet cărți în valoare de 5-6 milioane de euro în 2012.
În anul 2014, se estima că în ultimii cinci ani au dispărut două treimi din edituri și numărul angajaților din industria cărții s-a redus cu aproape 50 %.
În anul 2013, din cele 1.420 edituri care au rezistat recesiunii economice, crizei lecturii și intervenției haotice a statului în domeniu, 898 (63,2 %) n-au produs mai mult de 10 titluri și doar 45 de case și grupuri editoriale au trecut de 100 de apariții.

## Definiții și comentarii
„În afară de cărți nu trăiesc decât dobitoacele și sfinții: unele pentru că nu au rațiune, ceilalți pentru că o au într-o prea mare măsură ca să mai aibă nevoie de mijloace auxiliare de conștiință...”—Petre Țuțea

## Formate de carte
- Carte vorbită
- In quarto
- In octavo